# Jolanta Nieczypor
Jolanta Nieczypor, verheiratete Wambeck (* 13. Dezember 1967), ist eine ehemalige polnische Fußballspielerin und Nationalspielerin.

## Karriere

### Vereine
Nieczypor spielte von 1995 bis 1997 zunächst für den FC Rumeln-Kaldenhausen in der Gruppe Nord der seinerzeit zweigleisigen Bundesliga. Ihre Premierensaison beendete sie auf Platz 3, ihre zweite Saison auf Platz 2, der zur Teilnahme an der Endrunde um die Deutsche Meisterschaft berechtigte. Über den FSV Frankfurt, der im Halbfinale – nach Hin- und Rückspiel – im Gesamtergebnis mit 4:3 bezwungen werden konnte, erreichte sie mit ihrer Mannschaft das Finale. Am 8. Juni 1997 unterlag sie mit ihrer Mannschaft in Duisburg-Homberg dem Verein Grün-Weiß Brauweiler mit 3:5 im Elfmeterschießen. Die Saison 1997/98 spielte sie für den FCR Duisburg 55, wie sich der FC Rumeln-Kaldenhausen fortan nannte, in der nunmehr eingleisigen und nicht in Gruppen unterteilte Bundesliga; die Saison schloss ihre Mannschaft als Drittplatzierter ab und im Wettbewerb um den DFB-Pokal erreichte sie mit ihrer Mannschaft das Finale im Berliner Olympiastadion. Am 16. Mai 1998 wurde der FSV Frankfurt vor 35.000 Zuschauern mit 6:2 besiegt und damit der einzige Pokalsieg des Vereins – bis heute – gewonnen, zu dem sie mit zwei Toren beitrug. In ihren drei Spielzeiten in Duisburg bestritt sie 58 Bundesligaspiele.
Die Saison 1998/99 spielte sie zunächst für die Frauenfußballabteilung des FC Eintracht Rheine, die sich am 10. März 1999 als FFC Heike Rheine als eigenständiger Verein neu gründete. Im Wettbewerb um den nationalen Vereinspokal unterlag sie mit ihrer Mannschaft dem FCR Duisburg 55 im Viertelfinale mit 0:4. Am Saisonende stieg ihr Verein als Elftplatzierter und Vorletzter in die drittklassige Regionalliga West ab, aus der er als Meister in die Bundesliga umgehend zurückkehrte.
Nieczypor hingegen schloss sich dem WSV Wendschott zur Saison 1999/2000 an, für den sie vier Jahre lang in der höchsten deutschen Spielklasse spielte. Die Klasse konnte nach dem siebten Platz, dem 10., dem abermals 10. und 9. Platz trotz geringen Etats gehalten werden, bevor die Mannschaft 2003 wegen der besseren Vermarktungschancen geschlossen zum VfL Wolfsburg wechselte. Im DFB-Pokal scheiterte der Verein einmal im Achtelfinale und dreimal im Viertelfinale.

### Nationalmannschaft
Nieczypor bestritt für die Nationalmannschaft Polens 36 Länderspiele; darunter auch das Testspiel am 9. Mai 1991 in Aue gegen die Nationalmannschaft Deutschlands. Bei der 1:2-Niederlage erzielte sie den Ausgleichstreffer in der 46. Minute.

## Trainerkarriere
Nach ihrer aktiven Laufbahn trainierte sie die Gifhorner U12-Mädchen-Kreisauswahl. 2015 übernahm sie den Frauen-Landesligisten VfL Wahrenholz, im Frühjahr 2017 gab sie aus beruflichen Gründen den Posten wieder auf. Von 2019 bis 2022 betreute sie die SG Isenbüttel/Meine. Im Jahr 2024 war sie sportliche Leiterin für den Kreis Gifhorn beim Niedersächsischen Fußballverband.

## Erfolge
- DFB-Pokal-Sieger 1998 (mit dem FCR Duisburg 55)
- Finalist Deutsche Meisterschaft 1997 (mit dem FC Rumeln-Kaldenhausen)